# Itálie na Zimních olympijských hrách 2002
Itálii na Zimních olympijských hrách 2002 reprezentovalo 109 sportovců, z toho 63 mužů a 46 žen ve 12 sportech.

## Medailisté
| Medaile | Jméno                                                                              | Sport           | Disciplína                              |
| ------- | ---------------------------------------------------------------------------------- | --------------- | --------------------------------------- |
| Zlato   | Daniela Ceccarelliová                                                              | Alpské lyžování | Ženy super-G                            |
| Zlato   | Stefania Belmondová                                                                | Běh na lyžích   | Ženy 15 km (volný styl, hromadný start) |
| Zlato   | Gabriella Paruzziová                                                               | Běh na lyžích   | Ženy 30 km (klasický styl)              |
| Zlato   | Armin Zöggeler                                                                     | Saně            | Muži jednotlivci                        |
| Stříbro | Isolde Kostnerová                                                                  | Alpské lyžování | Ženy sjezd                              |
| Stříbro | Giorgio Di Centa Fabio Maj Pietro Piller Cottrer Cristian Zorzi                    | Běh na lyžích   | Muži štafeta 4 x 10 km                  |
| Stříbro | Stefania Belmondová                                                                | Běh na lyžích   | Ženy 30 km (klasický styl)              |
| Stříbro | Michele Antonioli Maurizio Carnino Fabio Carta Nicola Franceschina Nicola Rodigari | Short track     | Muži štafeta 5 000 m                    |
| Bronz   | Karen Putzer                                                                       | Alpské lyžování | Ženy super-G                            |
| Bronz   | Cristian Zorzi                                                                     | Běh na lyžích   | Muži sprint                             |
| Bronz   | Stefania Belmondová                                                                | Běh na lyžích   | Ženy 10 km (klasický styl)              |
| Bronz   | Barbara Fusar-Poli Maurizio Margaglio                                              | Krasobruslení   | Taneční páry                            |
| Bronz   | Lidia Trettel                                                                      | Snowboarding    | Ženy paralelní obří slalom              |

## Seznam všech zúčastněných sportovců
| Číslo | Jméno                      | Pohlaví | Věk | Sport                |
| ----- | -------------------------- | ------- | --- | -------------------- |
| 1     | Simone Galli               | Muž     | 23  | Akrobatické lyžování |
| 2     | Silke Bachmann             | Žena    | 24  | Alpské lyžování      |
| 3     | Patrizia Bassis            | Žena    | 28  | Alpské lyžování      |
| 4     | Giancarlo Bergamelli       | Muž     | 27  | Alpské lyžování      |
| 5     | Massimiliano Blardone      | Muž     | 22  | Alpské lyžování      |
| 6     | Daniela Ceccarelliová      | Žena    | 26  | Alpské lyžování      |
| 7     | Alessandro Fattori         | Muž     | 28  | Alpské lyžování      |
| 8     | Roland Fischnaller         | Muž     | 26  | Alpské lyžování      |
| 9     | Kristian Ghedina           | Muž     | 32  | Alpské lyžování      |
| 10    | Nicole Gius                | Žena    | 21  | Alpské lyžování      |
| 11    | Denise Karbon              | Žena    | 21  | Alpské lyžování      |
| 12    | Isolde Kostnerová          | Žena    | 26  | Alpské lyžování      |
| 13    | Alan Perathoner            | Muž     | 25  | Alpské lyžování      |
| 14    | Alexander Ploner           | Muž     | 23  | Alpské lyžování      |
| 15    | Karen Putzer               | Žena    | 23  | Alpské lyžování      |
| 16    | Lucia Recchia              | Žena    | 22  | Alpské lyžování      |
| 17    | Alessandro Roberto         | Muž     | 24  | Alpské lyžování      |
| 18    | Giorgio Rocca              | Muž     | 26  | Alpské lyžování      |
| 19    | Patrick Staudacher         | Muž     | 21  | Alpské lyžování      |
| 20    | Kurt Sulzenbacher          | Muž     | 25  | Alpské lyžování      |
| 21    | Elena Tagliabue            | Žena    | 24  | Alpské lyžování      |
| 22    | Sonia Vierin               | Žena    | 24  | Alpské lyžování      |
| 23    | Edoardo Zardini            | Muž     | 25  | Alpské lyžování      |
| 24    | Stefania Belmondová        | Žena    | 33  | Běh na lyžích        |
| 25    | Antonella Confortola-Wyatt | Žena    | 26  | Běh na lyžích        |
| 26    | Giorgio Di Centa           | Muž     | 29  | Běh na lyžích        |
| 27    | Silvio Fauner              | Muž     | 33  | Běh na lyžích        |
| 28    | Magda Genuin               | Žena    | 22  | Běh na lyžích        |
| 29    | Marianna Longa             | Žena    | 22  | Běh na lyžích        |
| 30    | Fabio Maj                  | Muž     | 31  | Běh na lyžích        |
| 31    | Karin Moroder              | Žena    | 27  | Běh na lyžích        |
| 32    | Cristina Paluselli         | Žena    | 28  | Běh na lyžích        |
| 33    | Gabriella Paruzziová       | Žena    | 32  | Běh na lyžích        |
| 34    | Pietro Piller Cottrer      | Muž     | 27  | Běh na lyžích        |
| 35    | Fabio Santus               | Muž     | 25  | Běh na lyžích        |
| 36    | Cristian Saracco           | Muž     | 25  | Běh na lyžích        |
| 37    | Freddy Schwienbacher       | Muž     | 26  | Běh na lyžích        |
| 38    | Fulvio Valbusa             | Muž     | 32  | Běh na lyžích        |
| 39    | Sabina Valbusa             | Žena    | 30  | Běh na lyžích        |
| 40    | Cristian Zorzi             | Muž     | 29  | Běh na lyžích        |
| 41    | René Cattarinussi          | Muž     | 29  | Biatlon              |
| 42    | Devis Da Canal             | Muž     | 25  | Biatlon              |
| 43    | Katja Haller               | Žena    | 21  | Biatlon              |
| 44    | Paolo Longo                | Muž     | 24  | Biatlon              |
| 45    | Siegrid Pallhuber          | Žena    | 31  | Biatlon              |
| 46    | Wilfried Pallhuber         | Muž     | 34  | Biatlon              |
| 47    | Michela Ponzaová           | Žena    | 22  | Biatlon              |
| 48    | Nathalie Santer            | Žena    | 29  | Biatlon              |
| 49    | Saskia Santer              | Žena    | 24  | Biatlon              |
| 50    | Rene Laurent Vuillermoz    | Muž     | 24  | Biatlon              |
| 51    | Antonella Bellutti         | Žena    | 33  | Boby                 |
| 52    | Giona Cividino             | Muž     | 24  | Boby                 |
| 53    | Günther Huber              | Muž     | 36  | Boby                 |
| 54    | Cristian La Grassa         | Muž     | 27  | Boby                 |
| 55    | Andrea Pais de Libera      | Muž     | 28  | Boby                 |
| 56    | Massimiliano Rota          | Muž     | 31  | Boby                 |
| 57    | Antonio Tartaglia          | Muž     | 34  | Boby                 |
| 58    | Fabrizio Tosini            | Muž     | 32  | Boby                 |
| 59    | Gerda Weissensteinerová    | Žena    | 33  | Boby                 |
| 60    | Michela Cobisi             | Žena    | 19  | Krasobruslení        |
| 61    | Ruben De Prà               | Muž     | 21  | Krasobruslení        |
| 62    | Angelo Dolfini             | Muž     | 23  | Krasobruslení        |
| 63    | Federica Faiella           | Žena    | 21  | Krasobruslení        |
| 64    | Silvia Fontana             | Žena    | 25  | Krasobruslení        |
| 65    | Barbara Fusar Poli         | Žena    | 30  | Krasobruslení        |
| 66    | Vanessa Giunchi            | Žena    | 21  | Krasobruslení        |
| 67    | Maurizio Margaglio         | Muž     | 27  | Krasobruslení        |
| 68    | Massimo Scali              | Muž     | 22  | Krasobruslení        |
| 69    | Davide Carta               | Muž     | 29  | Rychlobruslení       |
| 70    | Stefano Donagrandi         | Muž     | 25  | Rychlobruslení       |
| 71    | Enrico Fabris              | Muž     | 20  | Rychlobruslení       |
| 72    | Dino Gillarduzzi           | Muž     | 26  | Rychlobruslení       |
| 73    | Ermanno Ioriatti           | Muž     | 26  | Rychlobruslení       |
| 74    | Nicola Mayr                | Žena    | 23  | Rychlobruslení       |
| 75    | Roberto Sighel             | Muž     | 34  | Rychlobruslení       |
| 76    | Chiara Simionatová         | Žena    | 26  | Rychlobruslení       |
| 77    | Maria Feichter             | Žena    | 19  | Saně                 |
| 78    | Patrick Gruber             | Muž     | 24  | Saně                 |
| 79    | Oswald Haselrieder         | Muž     | 30  | Saně                 |
| 80    | Wilfried Huber             | Muž     | 31  | Saně                 |
| 81    | Christian Oberstolz        | Muž     | 24  | Saně                 |
| 82    | Natalie Obkircher          | Žena    | 31  | Saně                 |
| 83    | Gerhard Plankensteiner     | Muž     | 30  | Saně                 |
| 84    | Reinhold Rainer            | Muž     | 28  | Saně                 |
| 85    | Waltraud Schiefer          | Žena    | 22  | Saně                 |
| 86    | Armin Zöggeler             | Muž     | 28  | Saně                 |
| 87    | Michele Antonioli          | Muž     | 25  | Short track          |
| 88    | Marinella Canclini         | Žena    | 27  | Short track          |
| 89    | Marta Capurso              | Žena    | 21  | Short track          |
| 90    | Maurizio Carnino           | Muž     | 26  | Short track          |
| 91    | Fabio Carta                | Muž     | 24  | Short track          |
| 92    | Nicola Franceschina        | Muž     | 24  | Short track          |
| 93    | Evelina Rodigari           | Žena    | 23  | Short track          |
| 94    | Nicola Rodigari            | Muž     | 20  | Short track          |
| 95    | Katia Zini                 | Žena    | 20  | Short track          |
| 96    | Mara Zini                  | Žena    | 22  | Short track          |
| 97    | Dany Locati                | Žena    | 25  | Skeleton             |
| 98    | Christian Steger           | Muž     | 34  | Skeleton             |
| 99    | Roberto Cecon              | Muž     | 30  | Skoky na lyžích      |
| 100   | Isabella Dal Balcon        | Žena    | 24  | Snowboarding         |
| 101   | Walter Feichter            | Muž     | 27  | Snowboarding         |
| 102   | Roland Fischnaller         | Muž     | 21  | Snowboarding         |
| 103   | Giacomo Kratter            | Muž     | 19  | Snowboarding         |
| 104   | Dagi Mair unter der Eggen  | Žena    | 27  | Snowboarding         |
| 105   | Kurt Niederstätter         | Muž     | 25  | Snowboarding         |
| 106   | Alessandra Pescosta        | Žena    | 28  | Snowboarding         |
| 107   | Marion Posch               | Žena    | 29  | Snowboarding         |
| 108   | Simone Salvati             | Muž     | 28  | Snowboarding         |
| 109   | Lidia Trettel              | Žena    | 28  | Snowboarding         |